# 바르샤바 지하철
바르샤바 지하철(폴란드어: Metro warszawskie)은 폴란드 바르샤바에서 운영되는 지하철이다.

## 역사
폴란드 제2공화국 시절인 1919년에 착공했지만, 1920년 공사를 하던 중 우크라이나 문제로 인해 소련-폴란드 전쟁으로 인해 공사가 중단되었으나, 1922년에 전쟁이 끝나고, 1929년 세계 대공황으로 인해 침체됐던 경제가 회복되면서 1936년 바르샤바 지하철 공사를 재개했다.
하지만 1939년 9월 1일에 나치 독일이 폴란드를 침공하여 제2차 세계 대전이 발발하고, 뒤이어 소련도 1939년 9월 17일 독소 불가침조약을 깨고 폴란드를 침공하여, 또 바르샤바 지하철은 공사가 중단되게 되지만, 1945년 8월에 나치 독일이 패전하면서 폴란드가 독립한 뒤 1991년 바르샤바 지하철을 재착공했다. 그 뒤 1995년 4월 7일 카바티역에서 바르샤바 공과대학역을 잇는 바르샤바 지하철 1호선이 개통하였고, 2008년 10월 25일에 므워치니역까지 개통되어 1호선은 완전 개통하였다.
15년 뒤, 2010년 바르샤바 지하철 2호선의 공사가 시작되었고, 2015년 3월 8일, 론도 다신스키에고역에서 드보제츠 빌렌스키역까지 구간이 개통하였다.

### 연혁
- 1919년: 1호선 착공
- 1995년: 1호선 개통
- 2010년: 2호선 착공
- 2015년: 2호선 개통
- 2025년: 3호선 착공 예정
- 2030년: 3호선 개통 예정

## 노선
- 바르샤바 지하철 1호선: 카바티역 ~ 므워치니역
- 바르샤바 지하철 2호선: 론도 다신스키에고역 ~ 드보제츠 빌렌스키역
- 환승역은 시비엥톡쥬스카역 한 곳이다.

## 같이 보기
- 바르샤바